# Doni Marangon
Doniéber Alexander Marangon, mais conhecido como Doni (Jundiaí, 22 de outubro de 1979) é um ex-futebolista ítalo-brasileiro que atuava como goleiro.
Em 2007, ficou no ranking dos melhores goleiros do mundo, feito pela IFFHS. Embora com toda essa boa fase vivida e o tamanho reconhecimento no exterior, Doni continuou sendo alvo de críticas no Brasil, onde sempre foi muito perseguido pelos torcedores dos clubes por onde passou.
No futebol italiano, conseguiu maior reconhecimento. Com boas defesas e em boa fase, se cogitava até em uma possível cidadania italiana para ser reserva de Buffon na Seleção Italiana, caso Dunga não o lembrasse em sua lista, porém acabou sendo convocado à Seleção Brasileira.
O jogador foi convocado para a Copa América de 2007 em que sua seleção foi campeã vencendo a Argentina por 3 a 0. Também foi convocado para a Copa do Mundo de 2010, onde o Brasil acabou eliminado nas quartas de final após perder de 2 a 1 para a Holanda.
No fim de 2010, Doni figurou na lista dos melhores goleiros da década feita pela IFFHS.

## Carreira

### Início da Carreira
Revelado nas categorias de base do Paulista, passando também nas divisões de base do Corinthians, Doni começou como profissional no Botafogo, de Ribeirão Preto, time do interior de São Paulo. Jogando pelo Botafogo, destacou-se no Campeonato Paulista de 2001, com atuações destacadas em que defendeu alguns pênaltis, conquistando o vice-campeonato paulista daquele ano e também ganhando um prêmio de revelação do campeonato.
De lá foi para o Corinthians no mesmo ano, onde também ganhou títulos, como o Torneio Rio-São Paulo e a Copa do Brasil. No Campeonato Brasileiro de 2003, Doni era o grande nome para receber o prêmio Bola de Prata, da revista Placar, mas em um jogo contra o Santos agrediu fisicamente o jogador Fabiano, ficando muitos jogos sem atuar e acabou perdendo o prêmio para Rogério Ceni.
Teve uma breve passagem pelo Santos, apesar de ter sido bastante criticado pela mídia da capital.
Após breve passagem pelo Cruzeiro, Doni jogou pelo Juventude, do Rio Grande do Sul, onde conheceu o zagueiro Antônio Carlos que o recomendou para a Roma.

### Roma
Em 2009 teve uma contusão no joelho, o que impediu de ir para a Copa das Confederações daquele ano. Recuperado, teve problemas com seu time AS Roma pois foi vetado para jogar na Seleção Brasileira, nos amistosos contra a Inglaterra e Omã. No entanto, Doni não concordou com o veto e enfrentou a diretoria do clube, indo para os amistosos. A partir desse desentendimento, passou a ser reserva de outro goleiro brasileiro, Júlio Sérgio. Esse fato foi lembrado por Dunga no dia 11 de maio de 2010 na sua convocação para a Copa do Mundo, onde Dunga disse ter sido uma atitude de patriotismo.
| “ | O Doni só está na reserva da Roma, porque, no amistoso contra a Inglaterra quando eu o convoquei, a Roma pediu para ele não ir, mas ele por patriotismo e paixão, foi para a Seleção, como eu poderia deixar ele de fora da lista? | ” |

Logo no começo de 2011 retornou à titularidade da Roma em uma partida contra o Bologna pela 22ª rodada do Campeonato Italiano, no dia de estreia do técnico Vincenzo Montella, o qual apostou no goleiro novamente. Com boas atuações, voltou a figurar a escalação da Roma como goleiro titular.

### Liverpool

#### Drama pessoal
Em 15 de julho de 2011, Doni acertou sua ida para o Liverpool após jogar por 6 anos na Itália. No Liverpool, começou a sofrer de um problema no coração em decorrência de uma arritmia descoberta em 2004, quando jogava pelo Santos. Doni revelou que sofreu uma parada cardiorrespiratória durante o verão inglês, chegando a ficar com o coração parado por 25 segundos. Após este incidente, foi aconselhado a deixar o futebol.
Em decorrência destes problemas, foi pouco aproveitado pelo clube inglês, chegando a disputar apenas 4 partidas. Em 31 de janeiro de 2013, rescindiu contrato com os Reds, ficando livre no mercado.

### Botafogo-SP e Aposentadoria
Doni deixou o Liverpool e acertou com o Botafogo-SP em 31 de janeiro de 2013, porém, devido aos problemas cardíacos só deveria jogar em 2014, encerrando a carreira em seguida.
Antes mesmo da volta ao futebol, Doni anunciou a aposentadoria, no dia 12 de agosto de 2013, por conta de problemas cardíacos detectados anteriormente.

## Seleção brasileira
Doni fez sua estreia na Seleção durante a Copa América de 2007. O jogador foi um dos destaques na campanha do sétimo título brasileiro, principalmente por ter pego pênaltis na semifinal contra o Uruguai.
Em 25 de Julho de 2010, aos 30 anos, Doni disputou sua primeira Copa do Mundo, mas a Seleção acabou perdendo o jogo para a Holanda nas quartas de final.
Pela Seleção, Doni teve 35 convocações e atuou em 10 jogos, sendo 6 vitórias, 2 empates, 2 derrotas e 11 gols sofridos.

## Pós Carreira
Em 2015, Doni abriu um parque temático de dinossauros em Orlando, nos Estados Unidos.
Atualmente, é empresário da construção civil na Flórida.

## Títulos
Corinthians
- Torneio Rio-São Paulo: 2002
- Copa do Brasil: 2002
- Campeonato Paulista: 2003

Santos
- Campeonato Brasileiro: 2004

Roma
- Copa da Itália: 2006–07 e 2007–08
- Supercopa Italiana: 2007

Liverpool
- Copa da Liga Inglesa: 2011–12

Seleção Brasileira
- Copa América: 2007